# Gottfried Möbius

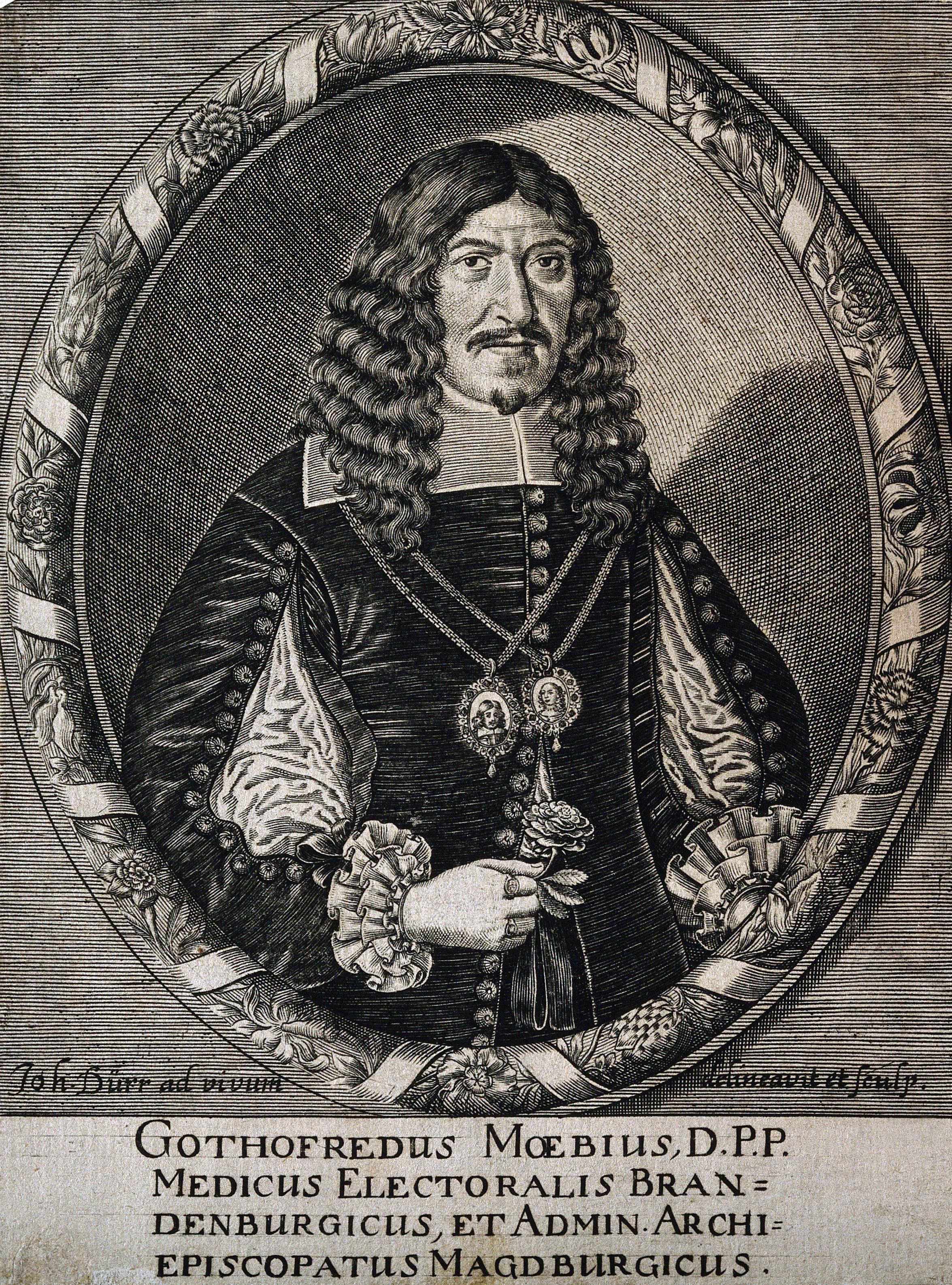
Gottfried Möbius

Gottfried Möbius (* 17. Oktober 1611 in Laucha an der Unstrut; † 25. April 1664 in Halle) war ein deutscher Mediziner.

## Leben
Möbius war der älteste Sohn des Lauchaer Bürgermeisters und Stadtrichters Martin Möbius (* 9. November 1579 in Laucha; † 30. Januar 1667 ebd.) und dessen erster Frau Maria Jenisch († 4. April 1627 in Laucha). Seine Brüder waren der lutherische Theologe Georg Möbius und der Rechtsprofessor an der Universität Leipzig Tobias Möbius (* 11. Oktober 1605 in Laucha; † 25. März 1688 in Leipzig). Nach dem Schulbesuch in Laucha, kam er am 11. Dezember 1627 an die kurfürstlich sächsische Landesschule Pforta, wo er unter der Leitung der Rektoren Franz Kess, Elias Ehinger und Andreas Kunad seine Ausbildung erlebte. Da er seit frühster Jugend einige Krankheiten erlebt hatte, entwickelte er ein Interesse für die medizinischen Wissenschaften. Nachdem er die Schule 1633 verlassen hatte, bezog er im Sommersemester am 25. April 1634 die Universität Jena. Hier absolvierte er zunächst philosophische Studien in Physik und Astronomie. Dann wendete er sich den medizinischen Wissenschaften zu. Nachdem er unter Werner Rolfinck 1638 diputiert hatte, erwarb er sich mit der chemischen Abhandlung de Marte & Venere am 25. Oktober 1639 das Lizentiat der Medizin und nachdem er die Arbeit de natura Cerui ejusque usuu & arcanis Chymicis veröffentlicht hatte promovierte er am 4. Mai 1640 in Jena zum Doktor der Medizin. Am 13. November 1640 wurde er Professor der Medizin an der Salina.
Ab 1646 war er Leibarzt des Kurfürsten Friedrich Wilhelm von Brandenburg, des Administrators des Erzstiftes Magdeburg August von Sachsen-Weißenfels und des Herzogs Wilhelm von Sachsen-Weimar. Zudem beteiligte er sich auch an den organisatorischen Aufgaben der Salina. So war er Dekan der medizinischen Fakultät und war in den Wintersemestern 1642, 1648, 1654, 1660 Rektor der Alma Mater. Außer mit Pflanzen und Kräutern befasste er sich mit der Astronomie und Astrologie. Dabei untersuchte er deren Wirkung auf den menschlichen Körper. Zu seiner Zeit hatte seine Tinctura aperitiva (appetitfördernde Tinktur) einige Beliebtheit erlangt. Am 28. Januar 1655 hatte er bei Seeburg einen Unfall erlitten, als sein Kutscher in Eis einbrach und er fast ertrunken wäre. Am 21. April 1664 hatte er amtlich in Halle zu tun, wo ihn ein Fieber befiel. Nachdem ihm sechs Kannen Blut aus der Nase geflossen waren und er durch einen Durchfall geschwächt wurde, starb er schließlich. Sein Leichnam wurde nach Jena gebracht, wo er am 3. Mai 1664 beigesetzt wurde.

## Akademische Betreuungstätigkeit
Während seiner Amtszeit an der Universität Jena promovierten mehrere prominente Mediziner, die später bedeutende Positionen einnahmen. Unter seinem Vorsitz erlangten folgende Mediziner ihr Doktorat:
- Johann Christian Vollhardt, der später als Leibarztkollege von Möbius tätig war, promovierte am 19. November 1642.
- Gabriel Clauder, der am 17. März 1654 sein Doktorat abschloss.
- Theodor Bussius, der später ebenfalls als Leibarzt tätig wurde, disputierte im August 1659 für das Doktorat.
- Georg Christoph Petri (1633–1718) erhielt sein Doktorat im Januar 1659 unter der Leitung von Möbius.[1]

## Familie
1638 hatte er Justina Aenetius, die Tochter des Jenaer Physikprofessors Mag. Theophil Aenetius, die Witwe des Direktors der Chemie und Arztes an der Jenaer Hochschule Valerian Theodor Clement, geheiratet. Aus der Ehe stammen fünf Söhne und eine Tochter. Von diesen kennt man:
- Gottfried Möbius (studierte Medizin, immatr. Wintersemester Uni. Jena)
- Johann Michael Möbius († jung)
- Sophia Möbius verh. mit dem Theologiestudenten Wolfgang Christoph Wisener
- Paul Christoph Möbius (studierte Medizin, immatr. Wintersemester 1648 Uni. Jena)
- Johann Christoph Möbius († jung)
- Johann Tobias Möbius († jung, immatr. Wintersemester 1648 Uni. Jena)
- Maria Möbius (heiratete 1664 den anhaltinischen Leibarzt Anton Günther zur Helle)[2]

## Werke (Auswahl)
- Institutiones medicinae. Jena 1663
- Fundamenta medicinae physiologica Jena 1657, 1661, Gotha 1678
- Epitomen institutionum medicarum. Jena 1663
- Tabulas synopticas. Jena 1663
- Examen usus patrium.
- Anatomiam camphorae. Jena 1660
- Diss. de Usu hepatis et bilis. Jena 1654
- Diss. de mola uterina. Jena 1641
- Diss. de haemorrhoidibus. Jena 1643
- Diss. de haemorrhagia ejusque speciebus principalioribus. Jena 1652
- Diss. de haemorrhoidibus caecis & apertis. Jena 1662
- Diss. de fuffocatione uterina. Jena 1661
- Diss. de pleuritide. Jena 1656
- Diss. de affectu hypochondriaco. Jena 1640
- Diss. de Scorbuto. Jena 1644, 1662
- Diss. de balneorum natura & usu. Jena 1644
- Diss. de ulceribus. Jena 1645
- Diss. de rhevmation affectu. Jena 1649
- Diss. de cancro. Jena 1644
- Diss. de chylificatione. Jena 1645
- Diss. de natuura & usu clysterum saluberrimo. Jena 1649
- Diss. de variolis & morbillis. Jena 1653
- Diss. de dolore capitis. Jena 1653
- Diss. de legitimo venae sectionis usu. Jena 1654
- Diss. de usu cordis. Jena 1654
- Jeremias Rhetius: Diss. de febre petechiali. Jena 1658
- Diss. de ardore ventriculi. Jena 1660
- Diss. de spina ventosa. Jena 1658
- Diss. de epilepsia. Jena 1664
- Diss. de anorexia sive inappetentia. Jena 1645
- Diss. de mensium suppressione. Jena 1646
- Diss. de phrenitide. Jena 1647